# Severin Hastrup
Severin Hastrup (født 24. januar 1813 på Lundergård i Jetsmark Sogn nordvest for Aalborg, død 25. maj 1882) var en dansk proprietær og politiker.
Hastrup var søn af proprietær Mads Hastrup. Han blev student fra Aalborg Katedralskole i 1831 og blev cand.jur. i 1836 hvorefter han arbejdede som jurist i Aalborg. Han erhvervede gården Bøgsted ved Hjørring i 1839. Han bortforpagtere Bøgsted i 1853 og solgte den i 1855 da han var flyttet til København. Hastrup var medlem af sogneforstanderskabet 1842-1853 og dets formand en del af tiden, og medlem af Hjørring Amtsråd 1842-1853.
Han var medlem af Den Grundlovgivende Rigsforsamling valgt i Hjørring Amts 1. distrikt (Frederikshavn).